# 9535 Плитченко
9535 Плитченко (9535 Plitchenko) — астероїд головного поясу, відкритий 22 жовтня 1981 року.
Тіссеранів параметр щодо Юпітера — 3,604.